# Ophiomyia cornifera
Ophiomyia cornifera este o specie de muște din genul Ophiomyia, familia Agromyzidae, descrisă de Friedrich Georg Hendel în anul 1920.
Este endemică în Grecia. Conform Catalogue of Life specia Ophiomyia cornifera nu are subspecii cunoscute.